# Туман (фильм, 1973)
«Туман» (хинди  धुंड', Dhund) — индийский детективный фильм на языке хинди, снятый Б. Р. Чопрой на основе пьесы Агаты Кристи «Неожиданный гость». Главные роли исполнили Навин Нисчол, Зинат Аман и Санджай Хан. Картина вышла в прокат 13 февраля 1973 года. В 1989 году был снят ремейк на языке каннада под названием Tarka, а в 1990 году – на тамильском языке под названием Puriyaadha Pudhir.

## Сюжет
Однажды в туманную ночь машина Чандрашекхара на высокой скорости врезается в дерево. Мужчина идёт к ближайшему дому, чтобы попросить воспользоваться телефоном. Когда на стук в дверь никто не отвечает, он входит, и видит мёртвого хозяина в инвалидной коляске. Рядом с покойным стоит женщина по имени Рани с пистолетом в руке. Она признаётся, что, защищаясь, случайно убила собственного мужа, Ранджита Сингха, который был очень жестоким человеком. Так как хозяин любил каждый день убивать животных, никто из домочадцев не обратил внимание на звук выстрела. Вдова просит незнакомца позвонить в полицию. Однако Чандрашекхар советует ей не губить свою жизнь из-за безжалостного супруга и предлагает действовать по-другому. Следуя его плану, они должны инсценировать ограбление, в результате которого несуществующий преступник, убегая с деньгами, пристреливает проснувшегося хозяина. Для этого Рани будит служанку и просит приготовить ей чай от головной боли. Затем, чтобы сделать себе алиби, вдова отправляется на кухню. Ровно в 11 часов на улице Чандрашекхар стреляет в воздух, подавая сигнал. Не найдя аспирин, Рани просит прислугу поискать лекарство в гостиной. Увидев мёртвого хозяина, служанка кричит от ужаса. Сбегаются все остальные люди в доме: мачеха, брат и жена убитого. В это же время возвращается сам Чандрашекхар, чтобы попросить воспользоваться телефоном. Когда прибывает полиция, он говорит, что столкнулся с высоким мужчиной, который сразу убежал, обронив пистолет. Однако из-за темноты и тумана «свидетель» не смог разглядеть лицо «убийцы».
Начинается расследование, в результате которого собираются улики: задетые пулей карманные часы хозяина, пустая коробка для сигар и поднос для чая с отпечатками пальцев членов семьи и неизвестного человека. Также в папке из сейфа полиция обнаруживает фотографию некой женщины по имени Киран. Следователи предполагают, что преступником мог оказаться свой человек в доме, так как вору было известно, где хранятся деньги. 
Выясняется, что коробка для сигар и лишние отпечатки на подносе принадлежат другу семьи Сурешу Саксене. Во время допроса он говорит, что в ночь убийства был на собственной вечеринке. Позже менеджер отеля даёт следователям дополнительную информацию: в разгар праздника виновник торжества отсутствовал час, так как ему позвонила какая-то женщина. Полиция показывает Чандрашекхару фотографию Суреша, однако «свидетель» по-прежнему настаивает, что не разглядел лица преступника.  
Чандрашекхар говорит Рани, кого следователи подозревают в убийстве. Тогда женщина рассказывает предысторию. Не выдержав издевательств со стороны мужа, она хотела покончить с собой, прыгнув со скалы. Но в последний момент была спасена Сурешем. Затем последний подружился с Ранджитом и стал часто приходить к ним в гости. Спустя время между Рани и её спасителем завязался роман. Узнав об отношениях жены на стороне, Ранджит пригрозил неверной разоблачить их перед обществом и разрушить начинающую политическую карьеру соперника. После чего женщина позвонила любимому, чтобы предупредить его. В ночь убийства, принимая душ, Рани услышала, как муж с кем-то ссорится. К моменту, когда она вышла из кабинки, всё прекратилось. Через несколько минут крики продолжились, но шум пролетающего самолёта заглушил голоса. Женщина спустилась в гостиную, и между ней и супругом завязалась драка, в результате которой, пытаясь застрелить её, он случайно убил себя сам. 
Полиция арестовывает главного подозреваемого. На суде прокурор объясняет, что мотивом преступления была любовная связь между обвиняемым и женой убитого. Доказательством вины подсудимого служит его отсутствие на вечеринке в течение часа, а также задетые пулей карманные часы покойного, которые остановились на 10:30, когда убийство было совершено на самом деле. Второй же выстрел был сделан с целью ввести остальных в заблуждение. Рани впадает в истерику и признаётся, что это она убила Ранджита. Женщина просит позвать Чандрашекхара, чтобы тот всё подтвердил. Слушание откладывается до следующего дня. 
На суде Чандрашекхар даёт показания. В зале также сидит монахиня, которая накануне приходила к последнему свидетелю дела. Мужчина признаётся, что настоящий убийца – это он сам. Когда-то они с Ранджитом были друзьями. Но однажды в жизни Чандрашекхара появилась девушка по имени Киран, и он собирался на ней жениться. Чтобы устранить соперника, Ранджит ложно обвинил друга в преступлении. Выйдя из тюрьмы спустя 5 лет и узнав, что злодей изнасиловал Киран, из-за чего та покончила с собой, Чандрашекхар решил отомстить. Однако передумал, увидев своего врага, на которого ранее во время охоты напала тигрица, в инвалидной коляске. Ранджит же собрался стрелять в бывшего друга, в результате чего завязалась драка, а злодей случайно убил себя сам. Уезжая, Чандрашекхар осознал, что забыл в доме свой бумажник. Затем он инсценировал аварию с машиной и вернулся под предлогом просьбы воспользоваться телефоном. К своему удивлению, мужчина увидел там Рани, готовую взять вину на себя. На суде выясняется, она хотела спасти Суреша, так как думала, что убийство совершил он. А присутствующая в зале монахиня оказывается никем иной, как той самой Киран, которая после неудачной попытки самоубийства причастилась к церкви. Чандрашекхара оправдывают. Рани воссоединяется с Сурешем.

## В ролях
- Навин Нисчол[англ.] — Чандрашекхар
- Зинат Аман — Рани Ранджит Сингх
- Санджай Хан[англ.] — Суреш Саксена
- Дэнни Дензонгпа — Ранджит Сингх
- Девен Варма — Банке Лал, слуга в доме Ранджита
- Урмила Бхатт[англ.] — миссис Сингх, мачеха Ранджита
- Мадан Пури[англ.] — инспектор Джоши
- Радж Джагдиш — инспектор Бакши
- Нана Палсикар[англ.] — судья
- Ашок Кумар — прокурор Мехта

## Производство
Сценарий фильма был основан на пьесе Агаты Кристи «Неожиданный гость». 
Приглашенные на роль жены убитого и её нового возлюбленного, Зинат Аман и Санджай Хан в то время состояли в романтических отношениях, хотя Санджай уже был женат.
Первым выбором Б. Р. Чопры на роль убитого мужа был Амитах Баччан. Однако после успеха фильма «Ананд», он отказался играть отрицательную роль. После этого Чопра подписал контракт с Шатругханом Синха, но тот пропустил начало съёмок. Тогда режиссёр согласился попробовать Дэнни Дензонгпу, который уже давно просил роль именно этого персонажа, хотя Чопра пригласил его сыграть роль инспектора. Для того чтобы выглядеть более зрело двадцатилетний актёр отрастил бороду и усы.

## Песни
Все тексты написаны Сахиром Лудхианви, вся музыка написана Рави.
| №  | Название                           | Исполнители               | Длительность |
| -- | ---------------------------------- | ------------------------- | ------------ |
| 1. | «Jo Yahan Tha»                     | Аша Бхосле, Уша Мангешкар | 3:06         |
| 2. | «Jubna Se Chunariya Khisak Gai Re» | Манна Дей, Аша Бхосле     | 3:27         |
| 3. | «Uljhan Suljhe Na Rasta Sujhe Na»  | Аша Бхосле                | 3:09         |
| 4. | «Sansar Ki Har Shae»               | Махендра Капур            | 3:34         |